# 稲枝村
稲枝村（いなえむら）は、滋賀県愛知郡にあった村。現在の彦根市の南部、東海道本線（琵琶湖線）・稲枝駅の周辺にあたる。

## 地理
- 河川：宇曽川

## 歴史
- 1889年（明治22年）4月1日 - 町村制の施行により、三津村・海瀬村・金沢村・稲部村・野良田村・肥田村・彦富村・金田村・稲里村の区域をもって発足。
- 1955年（昭和30年）1月1日 - 稲村・葉枝見村と合併して稲枝町が発足。同日稲枝村廃止。

## 交通

### 鉄道路線
- 日本国有鉄道
  - 東海道本線
    - 稲枝駅